# カワサキ・W

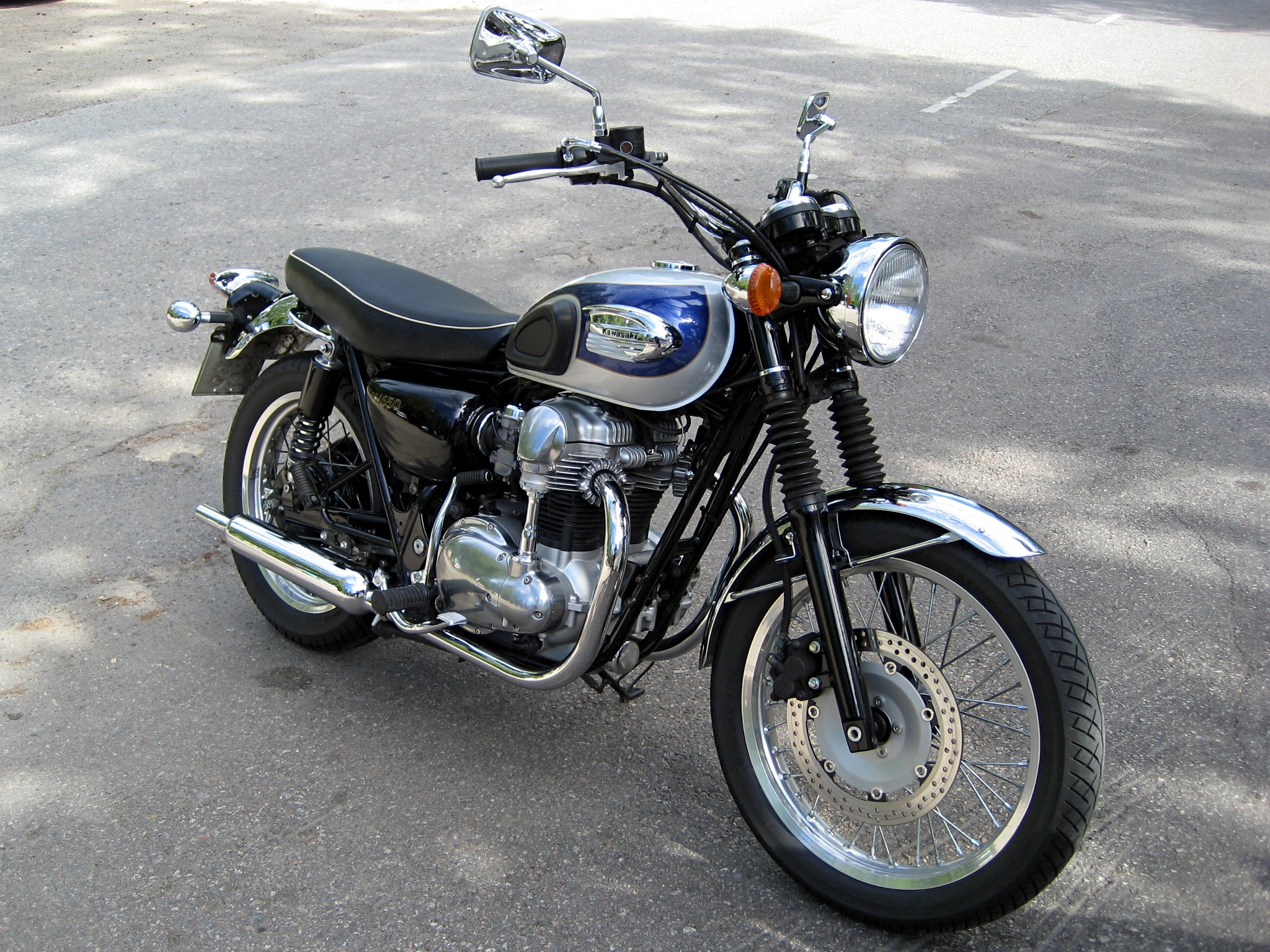
W650 2000年モデル

W（ダブリュー、ダブル）は、カワサキモータースが川崎航空機工業時代の1966年（昭和41年）から製造しているオートバイの車種である。
四半世紀にわたる中断もあり断続的ではあるが、「W」シリーズはカワサキで最も由緒のあるシリーズ車種となっている。
この記事では、下に向かって発売時期が新しくなるように並べている。

## モデル一覧

### 650-W1 / W2 / 650RS-W3
原型は目黒製作所（メグロ）がBSA A7シューティングスターに範をとり製作していたK1（通称スタミナ）という車両であった。メグロがカワサキとの業務提携を経て吸収合併された時点でK1のクランク周りの弱さ（BSAそのままの弱点であった）を改善したK2（497 cc）となる。
その後高速時代に対応させるため624 ccに拡大し1966年（昭和41年）に650-W1として発表された。これは先のK2と、1965年の東京モーターショーで公開されたプロトタイプ、650 メグロXが元となっている。当時としては最大排気量のオートバイであり、そのエンジンと独特の排気音がもたらす迫力により、人気車種となった。この時期にアメリカには現地販売会社であるアメリカン・カワサキ・モーターサイクルを設立し、輸出仕様として650-W1にキャブトン型ショートマフラーや前後ショートフェンダーなどを装着したW1SSが製造された。また北米輸出専用として、ツインキャブ仕様のW2SSや、ストリート・スクランブラータイプのW2TTというモデルも生産されている。

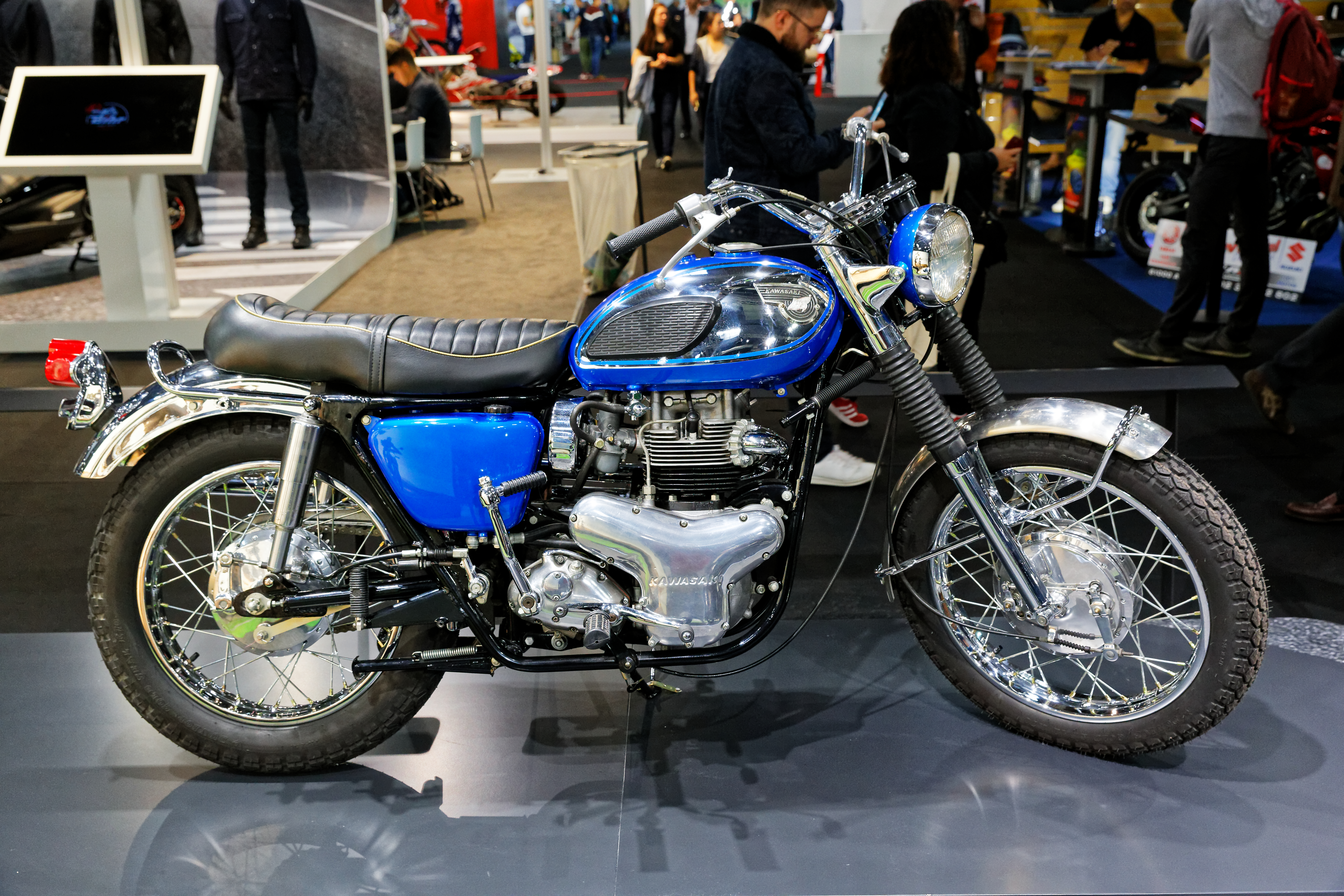
カワサキ W2TT

今では考えられないことであるが、W2TT初期型にはマフラーのサイレンサー内にバッフルが付いていない。これはエンジンの特性を殺してしまわないための標準仕様であった。国内向けとしてはツインキャブのW2SSが650W1S（スペシャル）として発売、また、W1Sまではメグロ時代の設計を踏襲して右足シフト（踏み込み式）・左足ブレーキであったが、1971年（昭和46年）に発表されたW1SA以降は現在の左足シフト・右足ブレーキに変更されている。
そして1973年（昭和48年）に400RS、750RS(いわゆるZ2)と併せ、3機種でRS(ロードスター)シリーズとして発表された650RS-W3では前輪にデュアルディスクブレーキを採用するなど、車体と電装品を近代化、若干のマイナーチェンジをして翌1974年（昭和49年）にW3Aとなり、これをもって初期のWシリーズは生産終了となった。

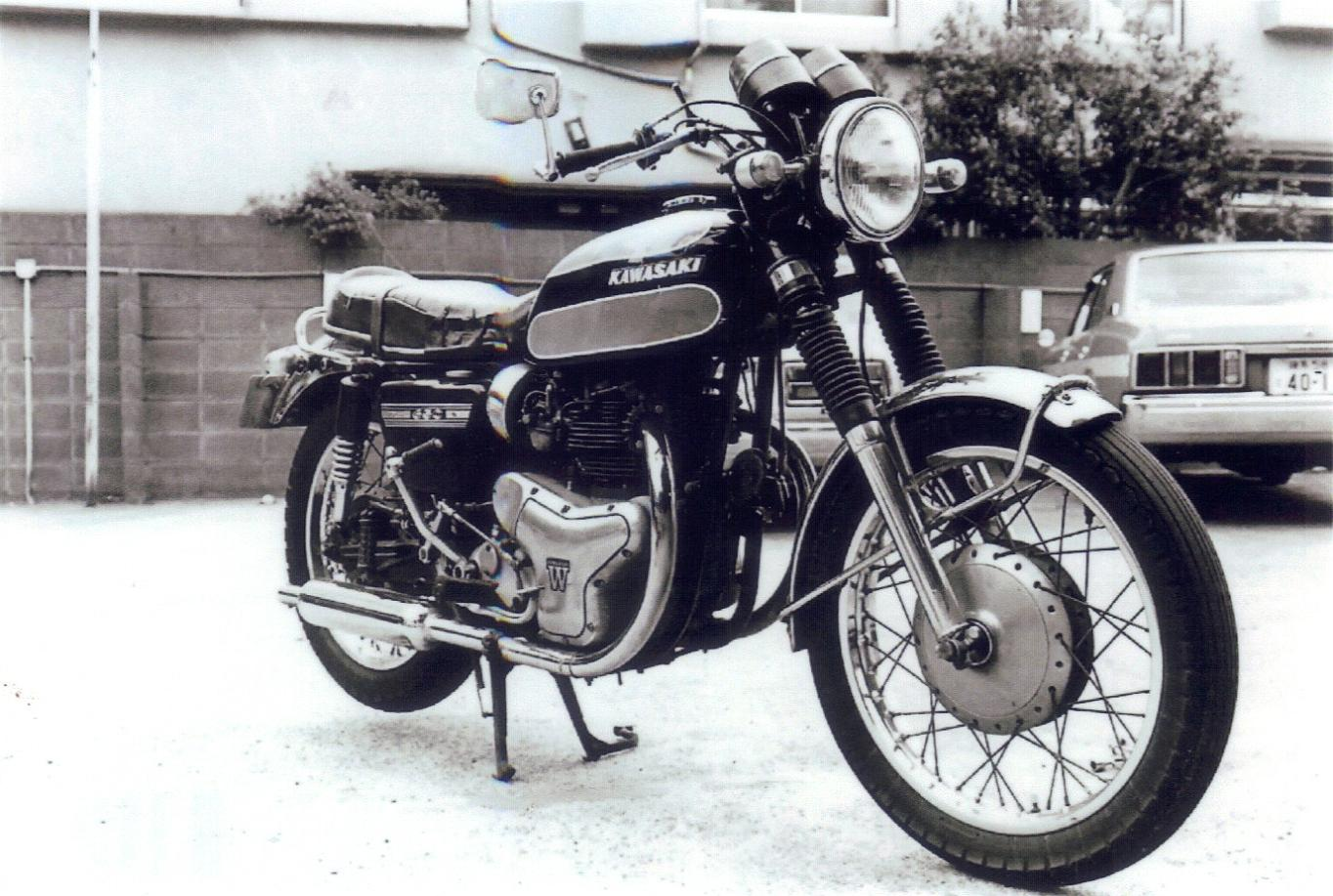
カワサキ W1SA

このシリーズは当時から型式や機種名からきたニックネームで「W1（ダブワン）」「W1S（スペシャル・エス）」「W1SA（エスエー）」「W3（ダブサン/ダブスリー）」と呼び分けられることが多く、シリーズに共通している英国風デザインの車体、直列2気筒のバーチカルエンジン、そしてシリンダー下にあるメグロの血を受け継ぐ独特な形状のクランクケースにより、多気筒・高性能化が進む当時の国産オートバイの中でも独自の存在感を放ち、カワサキの伝説的オートバイとしてZシリーズ、マッハ(H､S､KH等の2スト3気筒系)シリーズに並び、現在でも愛好家は多い。
一方、カワサキが主要マーケットとした北米地域では発売当時より「BSAの兄弟車」などとデザイン面での評判が芳しくなく、また、特に高速走行時に発生する振動が凄まじく、オイル漏れや各種部品の脱落に関する苦情が絶えなかったことなどにより、販売成績的には後のH1(マッハIII 500)やZ1に比べると見劣りのするものであった。そのため英車のコピーという範疇を出ない。

### W650
W650は1998年（平成10年）12月発表、翌1999年（平成11年）2月から販売された車種である。
OHVエンジンの旧シリーズとは直接の関連はない新設計車種であるが、外観は、トライアンフやBSAといった往年の英国車、もしくは「ネオクラシック」「ネオレトロ」と呼ばれる上述のW1を彷彿とさせる古風なもので、販売戦略上「W」のネーミングが復活した。
こだわりとして専用設計の左右スイッチボックスや、質感を高める一環として外装部品に樹脂製ではなく金属製を採用した。特にハンドルの造形は凝っており、トップブリッジ（上部三叉）に取り付けられる中央部分は外径25.4 mmの「インチバー」と呼ばれる太さであるが、グリップやスイッチボックスが取り付けられる両端の部分のみ「ミリバー」と呼ばれる外径22.2 mm（7/8インチであるので実際にはインチ系列の規格であるが）に絞られるという変則的な太さとした。形状も俗に「コンチネンタルハンドル」と呼ばれるローハンドル仕様と、グリップ3本分ほど高くしたアップハンドル仕様の2種類を用意する。
搭載エンジンは、排気量675 cc空冷4ストロークSOHC4バルブ並列2気筒の専用に新設計されたものであり、メタル四点軸受けの一体鍛造クランクシャフト、振動低減の為に1軸バランサー及びラバーマウントの採用、カム駆動にハイポイドベベルギアシャフトを用いるなど、特徴的な機構を持つ現代的なエンジンである一方で、見栄えの観点から空冷にこだわり、近年の大排気量車では珍しくキックスターター、セルフスターターをともに標準装備する。往年の英国車風にシリンダーを直立させたほか、前述のベベルギアシャフトをOHVのプッシュロッド風に見せ、低く水平に伸びた排気管にキャブトン風のマフラーを装備するなど、古風な外観にまとめられた。72 mm x 83 mmのボアストローク比は近年のオートバイ用エンジンとしては稀なロングストローク（ちなみにW1系はややショートストローク）で、排気量に対して重めのフライホイールを採用していることも大きな特徴である。スロットルポジションセンサーや加速ポンプが付いた2連装式キャブレターとの組み合わせにより、低中速域から粘りや力強さを感じさせる出力特性を得ている。
排気量は675 ccであるにもかかわらずW650の名がつけられており、カワサキのWシリーズにとって「650」という数字が特別なものとして捉えられていると考えられている。最大出力は当初50 ps（37 kW）だったが、2004年モデル以降は平成13年騒音規制や排出ガス規制などへの対策もあり、48 ps（35 kW）へと引き下げられた。また、2001年モデルでは排出ガス中の有害物質を低減する「Kawasaki Clean Air」と「触媒」の組み合わせによる「Kawasaki Low Exhaust Emission system」技術を採用している。
なお、設計上は800 ccになるのが想定されていたのか、後述するW800とはエンジン周りの共通パーツが多く、カスタマイズによる車体側の剛性不足やエンジンの耐久性低下の心配は無い。ポッシュフェイス製ボアアップキットのように、W800よりも最高値を上回るキットもある。
ユーザーから一定の評価を得た車両ではあるが、2008年（平成20年）9月の排出ガス規制強化により生産終了となった。

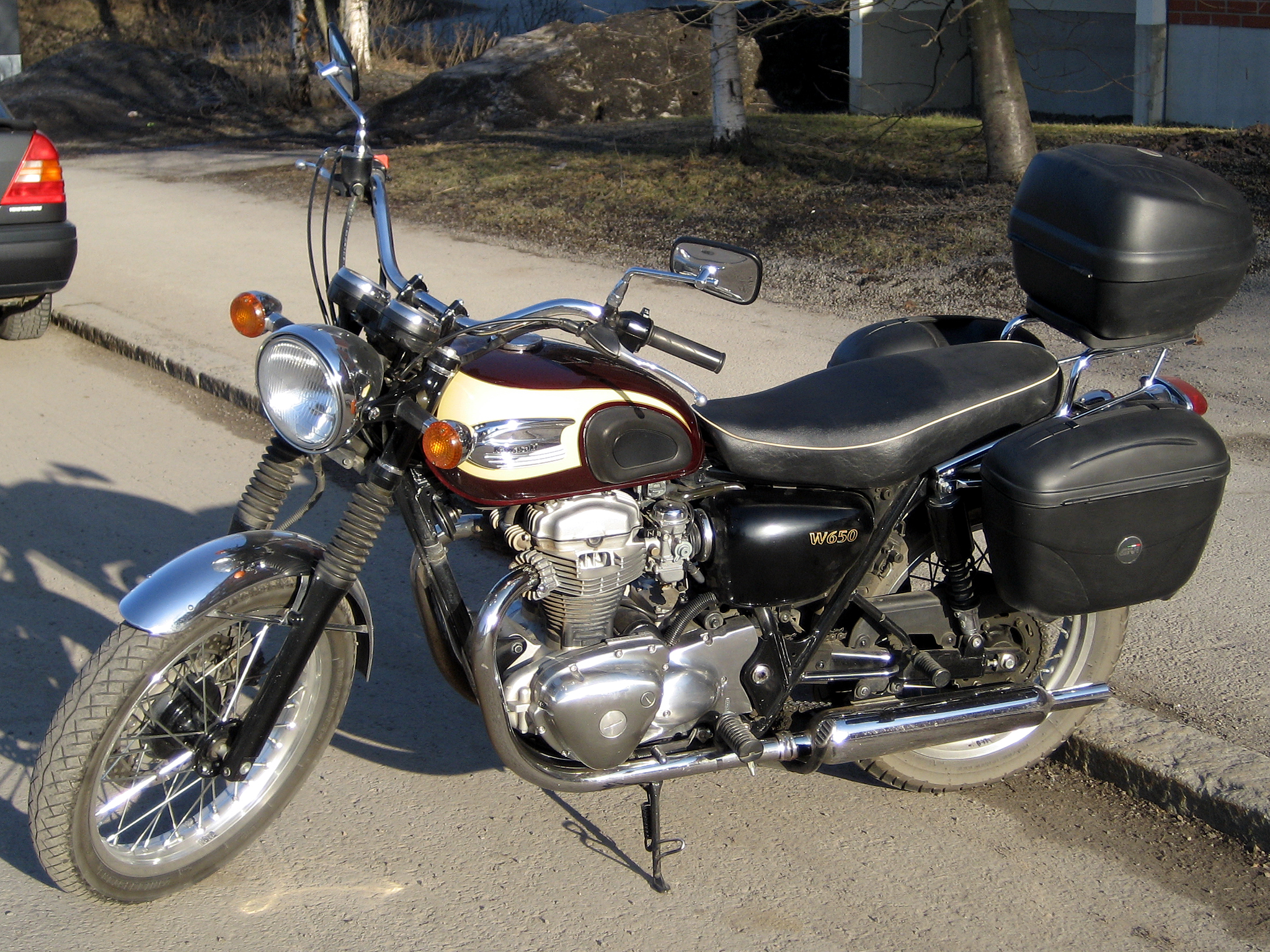
カワサキ・W650（1999年モデル、アップハンドル仕様）
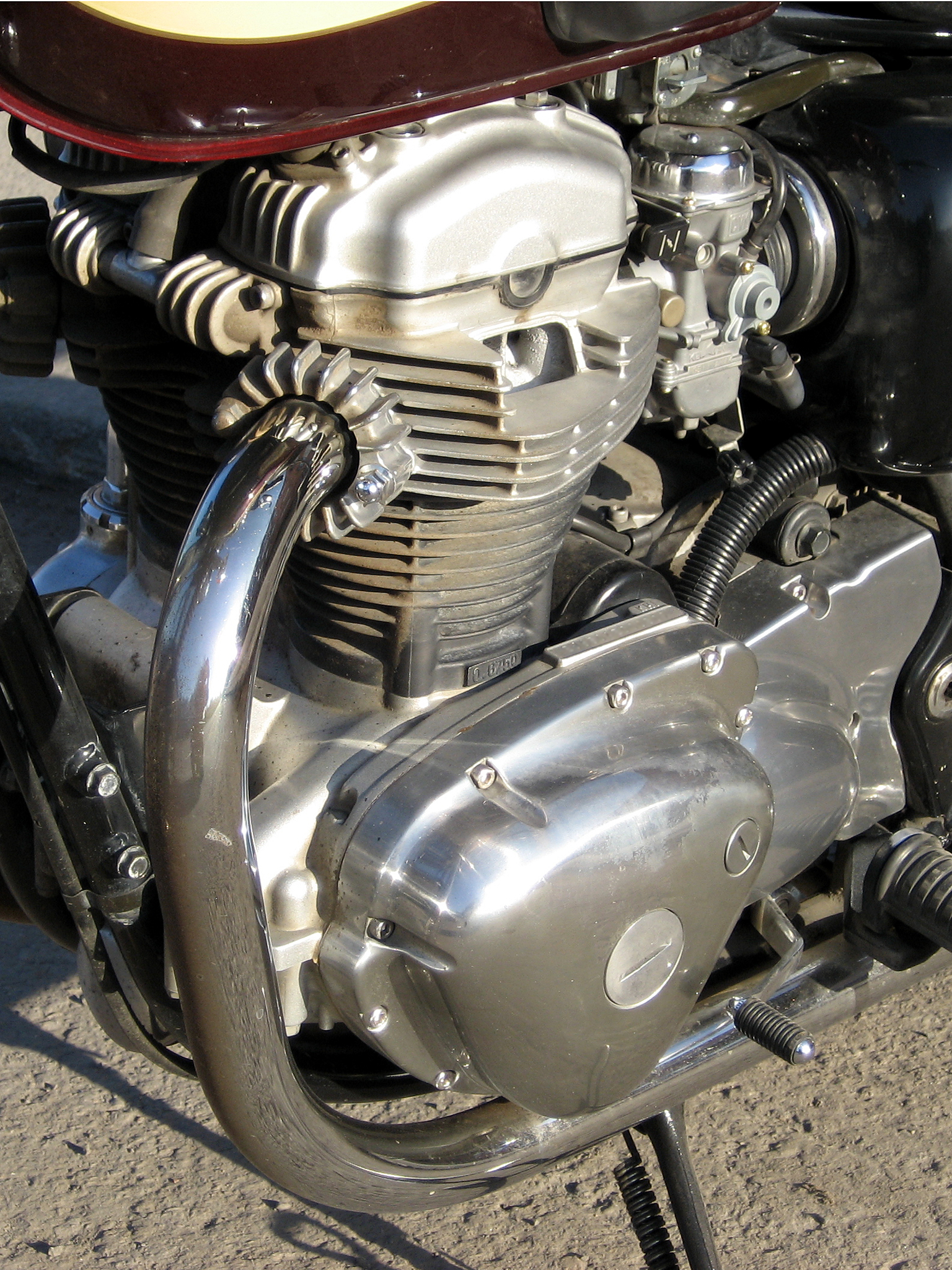
エンジン
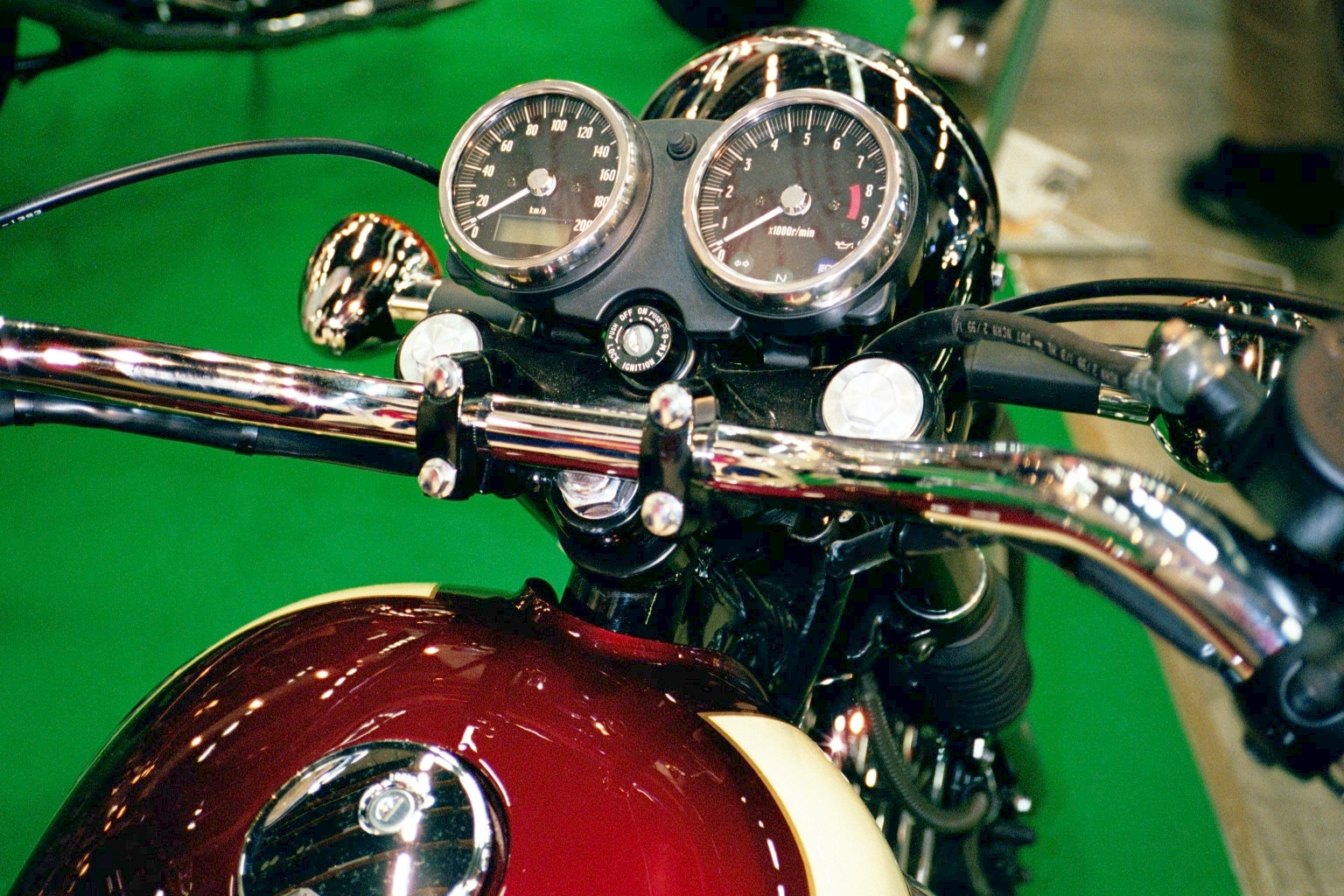
スピードメーターとタコメーター
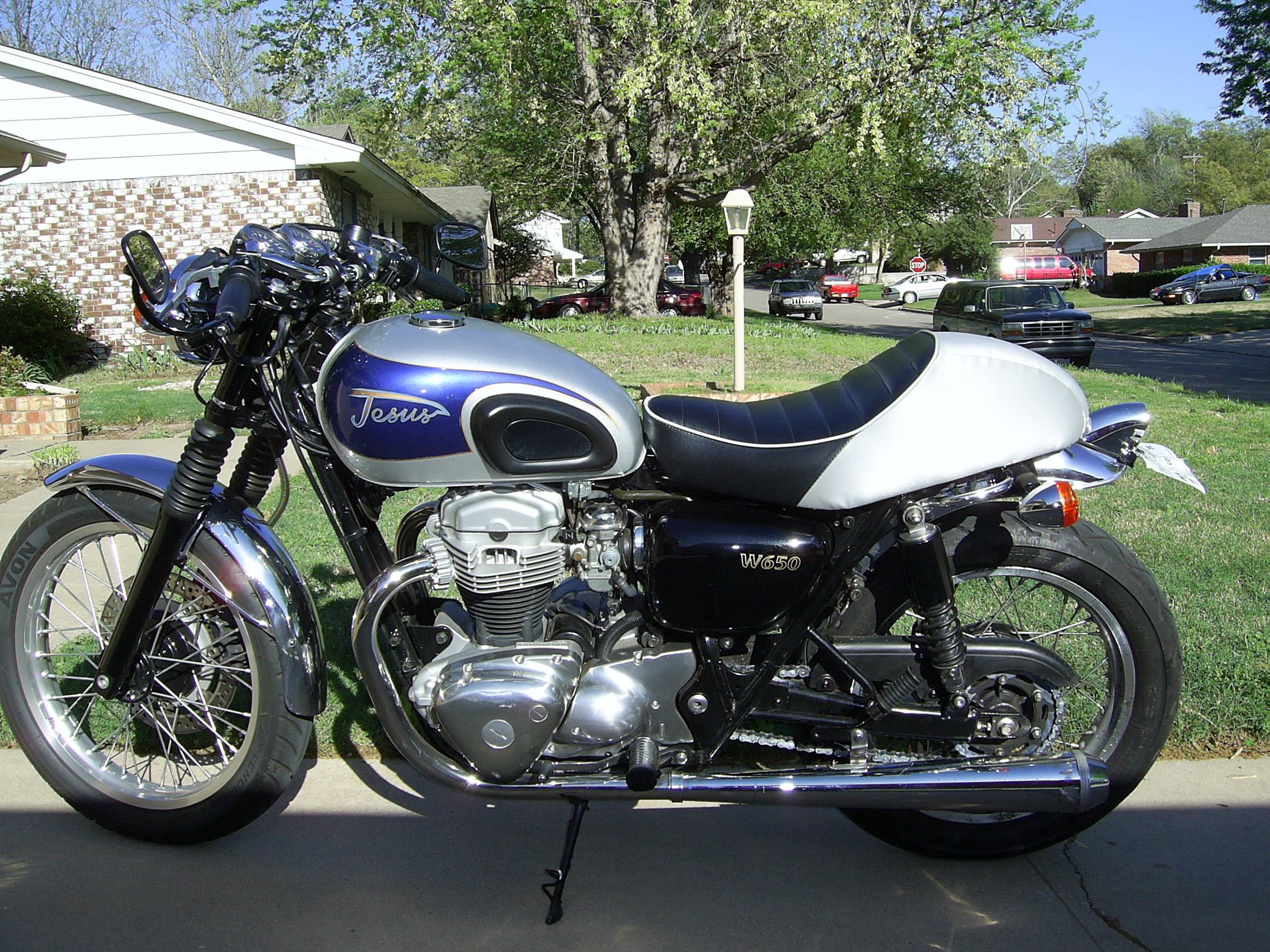
カフェレーサー仕様

### W400

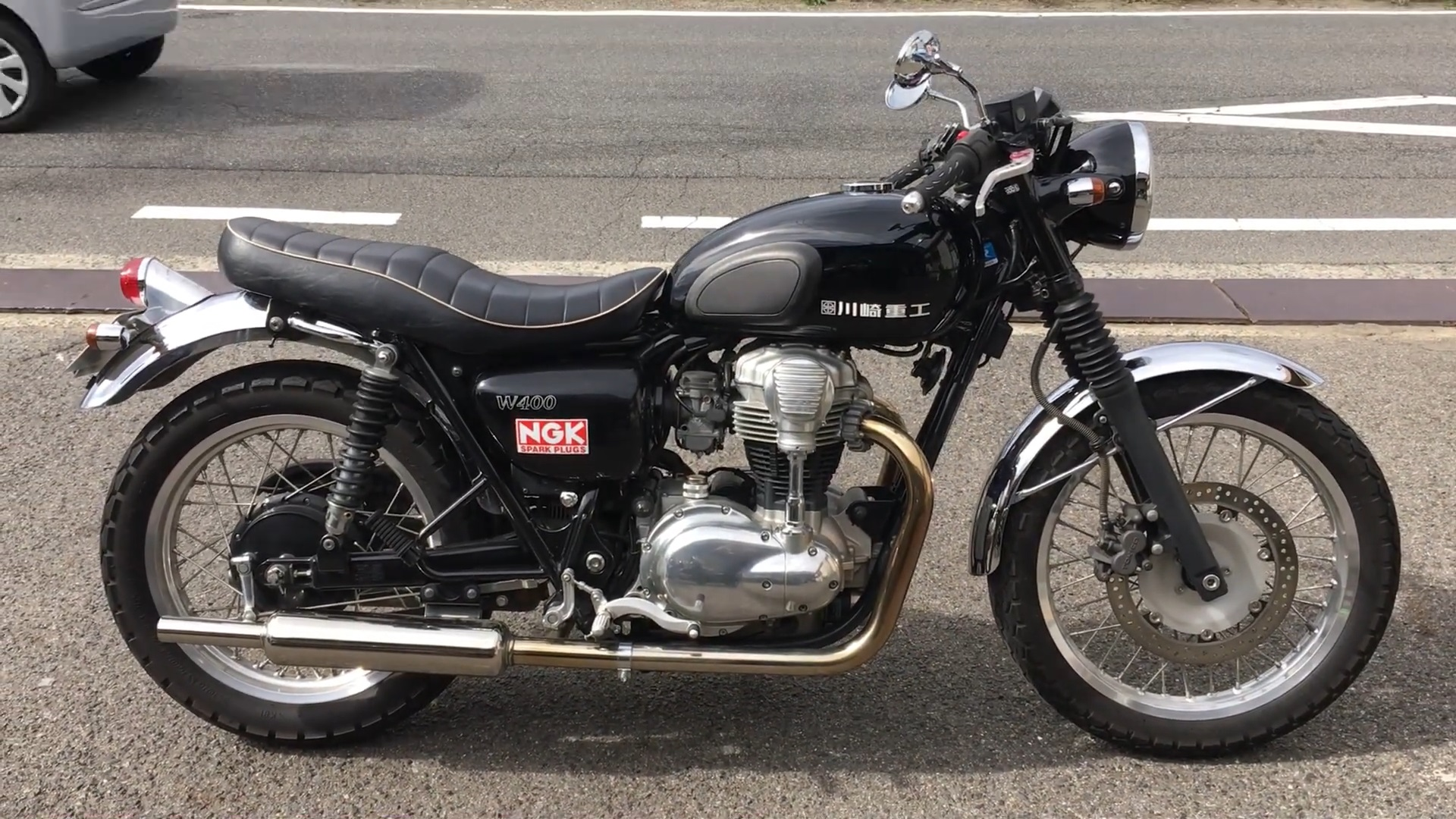
W400

W400は、W650の排気量を縮小してつくられた普通自動二輪車版であり、2006年（平成18年）から販売された。競合車種はSR400やCB400SSである。
基本的な外観はW650を踏襲するが、乗りやすさを向上させるために前後のサスペンションの設定を変えて車高を落としたり、シート形状を薄いものへ変更するなどしてW650よりも35 mm低い765 mmというシート高を実現している。
ハンドルはW650で採用された変則的な太さのものではなく、外径22.2 mmの一般的な「ミリバー」となっている。W650に標準装備されていたセンタースタンドやキックスターターは省略され、左右スイッチボックスが専用のものでなくなるなど、コストダウンが図られている。
エンジンはW650のものをもとに、ボアは72mmのままストロークを49mmへ短くすることで排気量を399 ccとしている。この変更によりW650での特徴の一つだったロングストロークとは逆にショートストロークのエンジンとなっており、兄弟車種ながらかなり異なった出力特性となっている。
W650同様、2008年（平成20年）9月の排出ガス規制強化により生産終了となった。

### W800
2010年（平成22年）10月に海外輸出向けモデルとしてヨーロッパで先行して発表され、2011年（平成23年）2月1日より日本国内仕様が発売された。Wシリーズとしては2年ぶりの復活となる。
2016年には販売が一時中断されたが、2019年のSTREET/CAFEモデルの発売を皮切りに復活した。さらに、目黒製作所のオートバイをオマージュした「MEGURO K3」も2020年11月に発売された。これ以降、Wシリーズをベースとした「メグロ」ブランドが登場するようになった。

### W250
かつて日本で販売されていたエストレヤを、東南アジアでの販売に合わせて仕様と名前を変更した。2017年に発表。

### W175
W250の弟分にあたる。2017年に発表。

### W230
2023年10月28日に開催されたジャパンモビリティショー2023にて出展された。日本での発売は2024年11月20日。
エンジンはカワサキ・KLX230の単気筒エンジンをベースとしているが、全体的な見た目はもちろんフレームも新規に設計されている。カワサキモータースジャパンのマーケティング担当、赤地祐介によれば社内で参考試乗したカワサキ・250メグロSGと比較して、社員からは意外と元気なフィーリングが特徴的なエンジン特性が似ていて「ブルブルと走る」との感想が多く、好意的な意見が多かったとのことである。エストレヤのエンジンを採用するという選択肢もあったが、初心者にも扱いやすくするために、車両そのものを軽くすることを考えた結果見送られた。
マフラーはW230専用に、カワサキモータースのマフラー専用部署が設計した。音にこだわった設計で、キャブトンマフラーの内部構造も250メグロSGのそれを再現している。古いバイクでは右出しのマフラーがよく見られることから、W230もそれに合わせるように配置されている。全体は一見するとストレート管のように見えるが、実は一旦消音室へ導かれてとぐろを巻いて同じ方向に出ている。そこに、ヒートガードやカバーを取り付けて一本の管に見えるようにしている。
メーターは「W」の刻印が入ったアナログメーターが採用されており、左にスピードメーター、右にタコメーターと各種インジケーターを配置している。ヘッドライトは上下2分割されたLEDとした。
小回りがきくサイズで、不安定な状態でも足を着地してすぐに立て直せるくらい軽い。アップダウンの多い道でも、路面からの振動によって疲れにくいような造りになっている。ナチュラルなハンドリングだが、ABS以外の電子制御システムは装備しておらず、TCSもない。

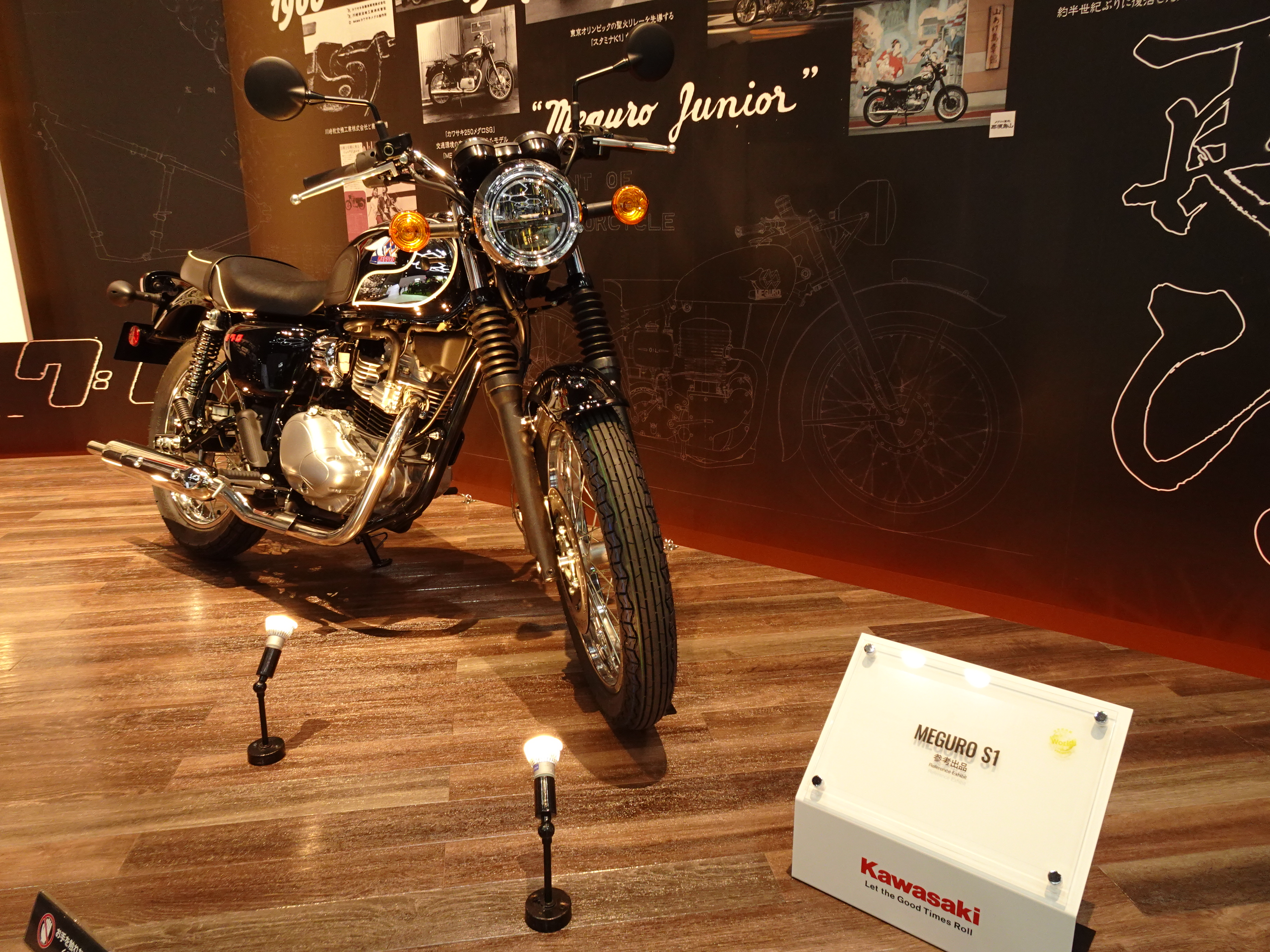
W230をベースとした上級モデル、MEGURO S1

このエンジン特性もあってか、メッキ仕上げによる「メグロ」ブランドを冠した「MEGURO S1」も登場した。S1の由来には、創業から100周年を迎えた目黒製作所時代のSジュニアシリーズの原点回帰という意味が込められている。MEGURO S1はMEGURO K3と同様に、全体を黒基調としてタンクにメッキを塗装し、ハンドルの形状を変更している。さらに、W230よりやや硬い座り心地になっている。